# 交通银行济南分行旧址
交通银行济南分行旧址也称济南交通银行大厦，位于山东省济南市市中区经二路148号，欧式建筑，其西侧路北即为德华银行济南分行旧址。该建筑建于1925年（一说建于1926年），设计者为中国建筑师庄俊，风格基本上为早期美国仿希腊古典复兴式。

## 历史
日伪时期，该银行曾改为中国联合准备银行，抗日战争胜利以后曾先后作为交通银行、中央银行、北海银行，中华人民共和国成立后曾作为山东省人民银行办公楼，今为山东省银监局。2006年12月被列入山东省文物保护单位。2009年初，曾本着“修旧如旧”的原则对该建筑进行了一定修缮，其外立面以及形体不符合历史风貌的部分均进行了整修和粉刷。

## 建筑
该建筑使用钢筋混凝土等近现代建材和技术修建，结构严谨而气势宏大。地上主体三层，局部四层，并设有一层地下室。其主入口位于北侧，北立面采用对称处理，中部采用巨柱式，有六根爱奥尼克立柱直抵三层。其内部空间高大宽敞，底层中央为营业大厅，二三层绕以环廊。三间金库设于地下室，其内墙和地面均为加厚现浇钢筋混凝土结构，建造十分坚固，且有严密的进库程序。
1924年，交通银行为纪念其成立二十周年，曾发行过一套特别的纪念纸币，其背面的图为四个地方的交通银行大楼，其中二十元券背面的交通银行大楼形象与此建筑极为相像。